# Línia A del RER de l'Illa de França
La línia A de l'RER, més sovint anomenada simplement RER A, és una línia de la xarxa réseau express régional d'Île-de-France que travessa d'est a oest l'àrea metropolitana de París, amb diverses ramificacions. Enllaça l'estació de Saint-Germain-en-Laye (ramal A1), Cergy (ramal A3) i Poissy (ramal A5) a l'oest, amb Boissy-Saint-Léger (ramal A2) i Marne-la-Vallée (ramal A4) a l'est, passant pel cor de París.
Oberta per etapes de 1969 a 1994, la línia A és explotada principalment per RATP, però els ramals de Cergy i Poissy la gestiona SNCF a l'oest de Nanterre - Préfecture. És de lluny la més congestionada de la xarxa amb 1,2 milions de viatgers al dia feiner i regularment està a prop de la saturació, cosa que fa que sigui una de les línies amb un trànsit més dens del món, soportant un quart del trànsit ferroviari dels afores de París. El deteriorament del servei, en part per la saturació de la infraestructura i de l'envelliment prematur del material rodant, dirigeix una investigació de solucions per part dels poders públics.

## Història

### Cronologia
- 6 juliol 1961: primera palada simbòlica al lloc d'unió de Étoile - La Défense per l'île de Neuilly;
- 12 desembre 1969: inauguració de l'estació Nation, nova terminal de l'antiga línia de Vincennes, i del nom oficial de l'RER de l'Illa de França (Réseau express régional d'Île-de-France, RER);
- 23 novembre 1971: prolongament a l'est d'Étoile a Auber;
- 1 octubre 1972: prolongament a l'oest a Saint-Germain-en-Laye, per connexió a l'antiga línia de Paris à Saint-Germain-en-Laye;
- 1 octubre 1973: obertura de l'estació de Nanterre - Préfecture;
- 8 desembre 1977: inauguració del tros central Auber - Gare de Lyon pel President de la República Valéry Giscard d'Estaing i obertura del ramal Noisy-le-Grand — Mont d'Est;
- 19 desembre 1980: prolongament a l'est a Torcy ;
- 29 maig 1988: inauguració de la interconnexió oest;
- 29 maig 1989: obertura del ramal Poissy;
- 1 abril 1992: prolongament a l'est de Marne-la-Vallée - Chessy;
- 29 agost 1994: prolongament a l'oest de Cergy - Saint-Christophe a Cergy - Le Haut;
- 10 juny 2001: obertura de l'estació de Serris-Montévrain - Val d'Europe al tram Torcy/Marne-la-Vallée - Chessy.